# Calycomyza minor
Calycomyza minor är en tvåvingeart som beskrevs av Spencer 1973. Calycomyza minor ingår i släktet Calycomyza och familjen minerarflugor. Inga underarter finns listade i Catalogue of Life.